# Козич Аліна Євгенівна
Алі́на Ко́зіч (нар. 16 грудня 1987) — українська спортивна гімнастка. Вона була членкинею збірної України на літніх Олімпійських іграх 2004 та 2008 років.

## Гімнастична кар'єра
Козич почала займатися гімнастикою, коли їй було 5 років. Вперше вона стала відомою у віці 13 років, коли перемогла у багатоборстві на Європейській молодіжній олімпіаді 2001 року в Мурсії, Іспанія. Її успіх продовжився золотою медаллю на різновисоких брусах та 4-м місцем у багатоборстві на юніорському чемпіонаті Європи 2002 року в Патрах, Греція.

### 2003–04
На чемпіонаті світу 2003 року вона посіла 8 місце в багатоборстві, а українська команда зайняла 7 місце, провівши кваліфікацію до командного змагання на Олімпіаді 2004 року.
Олімпійський рік для Козич розпочався з виграшу в багатоборстві на чемпіонаті Європи 2004 року, де вона перемогла Даніелу Софроні з Румунії. Аліна була першою українкою, яка здобула цей титул з часів Лілії Подкопаєвої у 1996 році, і приєдналася до списку старших співвітчизниць, таких як Тетяна Гуцу та Людмила Турищева. Часто європейський чемпіон з багатоборства в олімпійському році продовжує брати олімпійський титул у багатоборстві (це було у 1976, 1992 та 1996 рр.), тож очікування щодо Козич були великими в Афінах.
На Олімпійських іграх Козич допомогла українській збірній фінішувати четвертою, що є їх найкращим олімпійським результатом. У командному фіналі вона мала найвищий бал серед усіх гімнасток, включаючи Карлі Паттерсон та Світлану Хоркіну, які посіли перше та друге місця у фіналі багатоборства відповідно. Однак у фіналі багатоборства Козич мала серйозні проблеми на колоді і посіла 11 місце. У фіналі вільної вправи на підлозі вона впала, тож зайняла 8 місце.

### 2005—2008
Козич не брала жодного індивідуального фіналу на чемпіонаті світу 2005 року в Мельбурні чи на чемпіонаті Європи 2006 року в Греції, але вона виграла срібну медаль на паркеті в Гран-прі Глазго 2005 року і допомогла українській команді вийти на п'яте місце в 2006 році на чемпіонаті Європи. Наприкінці 2006 року вона почала відновлювати форму, яка принесла їй титул чемпіонки Європи 2004 року, посівши 13 місце у фіналі багатоборства на чемпіонаті світу 2006 року в Орхусі, Данія. Вона також допомогла українській команді фінішувати п'ятою у командному фіналі.
Козич виграла кілька медалей на чемпіонаті світу в 2007 році і закріпила своє повернення бронзовими медалями в багатоборстві та на паркеті на чемпіонаті Європи в Амстердамі, а Ванесса Феррарі з Італії взяла обидва титули.
Вона склала свою другу олімпійську команду в 2008 році та брала участь у всіх чотирьох змаганнях у кваліфікаціях, намагаючись потрапити у фінал багатоборства. Однак після двох падінь на нерівних брусах та підлозі вона фінішувала на 45-му місці і не пройшла в жоден фінал.
Після Олімпійських ігор 2008 року Козич почала змагатися за Узбекистан, але продовжувала тренуватися в своєму тренажерному залі в Україні з іншим тренером.

## Пенсія
Наприкінці 2009 року Козич оголосила, що вийшла на пенсію. Вона стала офіційною балетмейстеринею японської жіночої збірної з гімнастики і була присутньою як тренер на чемпіонаті світу 2010 року в Роттердамі.